# Liste des premières femmes par métier ou fonction au Québec
Cette synthèse de l'avancée de l’accès des femmes aux fonctions, activités et métiers au Québec recense les premières femmes parvenues à exercer des fonctions politiques, juridiques, sociales, artistiques, culturelles ou sportives ou ayant reçu une distinction importante, depuis la fin du XIXe siècle, dans des activités ou distinctions anciennement réservées aux hommes.

## Politique

### Gouvernement
| Année | Nom                      | Première femme québécoise...                                  |
| ----- | ------------------------ | ------------------------------------------------------------- |
| 2014  | Lise Thériault           | Ministre de la Sécurité publique                              |
| 2012  | Pauline Marois           | Première ministre                                             |
| 2003  | Françoise Gauthier       | Ministre de l'Agriculture, des Pêcheries et de l'Alimentation |
| 1998  | Linda Goupil             | Ministre de la Justice                                        |
| 1998  | Louise Harel             | Ministre des Affaires municipales                             |
| 1997  | Lise Thibault            | Lieutenante-gouverneure                                       |
| 1996  | Denise Carrier-Perreault | Ministre des Forêts, de la Faune et des Parcs                 |
| 1994  | Monique Gagnon-Tremblay  | Ministre des Finances                                         |
| 1994  | Violette Trépanier       | Ministre de la Famille                                        |
| 1992  | Lucienne Robillard       | Ministre de l'Éducation                                       |
| 1989  | Lise Bacon               | Ministre de l'Énergie et des Ressources naturelles            |
| 1988  | Lise Bacon               | Ministre de l'Environnement                                   |
| 1985  | Louise Beaudoin          | Ministre des Relations internationales                        |
| 1985  | Thérèse Lavoie-Roux      | Ministre de la Santé et des Services sociaux                  |
| 1985  | Lise Bacon               | Vice-première ministre                                        |
| 1979  | Lise Payette             | Ministre déléguée à la Condition féminine                     |
| 1976  | Lise Bacon               | Ministre de l'Immigration                                     |
| 1972  | Claire Kirkland-Casgrain | Ministre de la Culture et des Communications                  |
| 1970  | Claire Kirkland-Casgrain | Ministre du Tourisme                                          |
| 1964  | Claire Kirkland-Casgrain | Ministre des Transports                                       |
| 1962  | Claire Kirkland-Casgrain | Ministre sans portefeuille                                    |

### Parlement
| Année | Nom                      | Première femme québécoise...                                   |
| ----- | ------------------------ | -------------------------------------------------------------- |
| 2018  | Catherine Durepos        | Sergente d'armes                                               |
| 2007  | Pauline Marois           | Cheffe d'un parti politique représenté à l'Assemblée nationale |
| 2004  | Diane Lemieux            | Leader parlementaire de l'Opposition officielle                |
| 2004  | Yolande James            | Députée noire à l'Assemblée nationale                          |
| 2002  | Louise Harel             | Présidente de l'Assemblée nationale                            |
| 1998  | Monique Gagnon-Tremblay  | Cheffe de l'opposition officielle                              |
| 1984  | Huguette Lachapelle      | Whip en chef du gouvernement                                   |
| 1976  | Louise Cuerrier          | Vice-présidente de l'Assemblée nationale                       |
| 1961  | Claire Kirkland-Casgrain | Députée à l'Assemblée nationale                                |
| 1951  | Thérèse Casgrain         | Cheffe d'un parti politique                                    |
| 1947  | Mae O'Connor             | Candidate à une élection provinciale                           |
| 1930  | Idola Saint-Jean         | Candidate à une élection fédérale                              |

### Politique locale
| Année | Nom                                                  | Première femme québécoise...                                     |
| ----- | ---------------------------------------------------- | ---------------------------------------------------------------- |
| 2021  | France Bélisle                                       | Mairesse de Gatineau                                             |
| 2021  | Évelyne Beaudin                                      | Mairesse de Sherbrooke                                           |
| 2021  | Mandy Gull-Masty                                     | Grande cheffe des Cris                                           |
| 2017  | Valérie Plante                                       | Mairesse de Montréal                                             |
| 2017  | Josée Néron                                          | Mairesse de Saguenay                                             |
| 2017  | Diane Dallaire                                       | Mairesse et préfète de Rouyn-Noranda                             |
| 2017  | Claire Bolduc                                        | Préfète de la MRC de Témiscamingue                               |
| 2017  | Cathy Wong                                           | Présidente du Conseil municipal de Montréal                      |
| 2013  | Geneviève Hamelin                                    | Présidente du Conseil municipal de Québec                        |
| 2006  | Ann Bourget                                          | Chef de l'opposition officielle du conseil municipal de Québec   |
| 2005  | Andrée P. Boucher                                    | Mairesse de Québec                                               |
| 1997  | Thérèse Daviau                                       | Chef de l'opposition officielle du conseil municipal de Montréal |
| 1986  | Béatrice Thibault Maltais                            | Préfète                                                          |
| 1985  | Winnie Frohn Marielle Guay-Migneault Suzane Bélanger | Conseillère municipale à Québec                                  |
| 1953  | Elsie Gibbons                                        | Mairesse                                                         |
| 1940  | Jessie Kathleen Fisher                               | Conseillère municipale à Montréal                                |

## Académique
| Année | Nom                   | Première femme québécoise...                                                                |
| ----- | --------------------- | ------------------------------------------------------------------------------------------- |
| 1996  | Paule Leduc           | Rectrice                                                                                    |
| 1969  | Estelle Lacoursière   | Maître en sciences forestières                                                              |
| 1962  | Alice Girard          | Doyenne                                                                                     |
| 1959  | Gabrielle Bodis       | Diplômée de Polytechnique Montréal                                                          |
| 1947  | Gertrude Dugal        | Titulaire d'une licence de pilote d'avion                                                   |
| 1930  | Marthe Pelland        | Francophone diplômée en médecine au Québec                                                  |
| 1912  | Carrie Derick         | Professeure titulaire                                                                       |
| 1911  | Marie Gérin-Lajoie    | Bachelière ès arts francophone                                                              |
| 1904  | Marie Sirois          | Francophone diplômée d'une université québécoise, Diplômée de l'Université Laval à Montréal |
| 1891  | Octavia Grace Ritchie | Anglophone diplômée en médecine au Québec                                                   |

## Droit
| Année | Nom                                                                           | Première femme québécoise...                     |
| ----- | ----------------------------------------------------------------------------- | ------------------------------------------------ |
| 2015  | Annick Murphy                                                                 | Directrice des poursuites criminelles et pénales |
| 2011  | Nicole Duval Hesler                                                           | Juge en chef                                     |
| 1996  | Huguette St-Louis                                                             | Juge en chef à la Cour du Québec                 |
| 1996  | Lyse Lemieux                                                                  | Juge en chef à la Cour supérieure du Québec      |
| 1979  | Claire L'Heureux-Dubé                                                         | Juge à la Cour d'appel du Québec                 |
| 1973  | Claire Kirkland-Casgrain                                                      | Juge à la Cour du Québec                         |
| 1969  | Réjane Laberge-Colas                                                          | Juge à la Cour supérieure du Québec              |
| 1960  | Bérengère Gaudet                                                              | Notaire                                          |
| 1942  | Elizabeth Monk Marcelle Hémond-Lacoste Suzanne Raymond-Filion Constance Short | Admises au Barreau du Québec                     |
| 1928  | Juliette Gauthier                                                             | Francophone diplômée en droit                    |
| 1914  | Annie MacDonald Langstaff                                                     | Anglophone diplômée en droit                     |

## Professions
| Année | Nom                           | Première femme québécoise...                |
| ----- | ----------------------------- | ------------------------------------------- |
| 2010  | Linda Spear                   | Prêtre                                      |
| 1992  | Julie Payette                 | Astronaute                                  |
| 1990  | Lise Bissonnette              | Directrice d'un quotidien national          |
| 1989  | Chantal Machabée              | Présentatrice sportive                      |
| 1986  | Monique Lanteigne             | Pompière                                    |
| 1983  | Estelle (Trudel) Borgia       | Capitaine de police                         |
| 1978  | Judy Evan-Cameron             | Pilote de ligne                             |
| 1977  | Francine Maltais              | Conductrice d'autobus                       |
| 1975  | Nicole Juteau                 | Policière                                   |
| 1966  | Judith Jasmin                 | Correspondante à l'étranger                 |
| 1965  | Julia Malin                   | Vétérinaire                                 |
| 1963  | Hélène Alarie                 | Agronome                                    |
| 1963  | Michèle Thibodeau-DeGuire     | Ingénieure civile                           |
| 1962  | Alice Caron-Gasse             | Électricienne                               |
| 195?  | Aline Cloutier                | Caricaturiste                               |
| 1942  | Pauline Roy-Rouillard         | Architecte                                  |
| 1940  | Ethel Stark                   | Cheffe d'orchestre                          |
|       | Marcelle Barthe               | Annonceuse                                  |
| 1932  | Yvette Lapointe               | Bédéiste                                    |
| 1929  | Sylvia Daoust                 | Sculptrice                                  |
| 1922  | Juliette Petrie               | Directrice d'une troupe de théâtre          |
| 192?  | Maud Maloney Watt             | Garde-chasse                                |
| 191-  | Blanche Lamontagne-Beauregard | Poète                                       |
| 1917  | Marie-Claire Daveluy          | Historienne                                 |
| 1900  | Irma LeVasseur                | Médecin francophone                         |
| 1900  | Adrienne Provost              | Pharmacienne                                |
| 1891  | Robertine Barry               | Journaliste                                 |
| 1898  | Emma Gaudreau Casgrain        | Dentiste                                    |
| 1870  | Emma Lajeunesse               | Cantatrice avec une carrière internationale |
| 1894  | Maude Abbott                  | Médecin                                     |

## Sport
| Année | Nom                                                           | Première femme québécoise...                                  |
| ----- | ------------------------------------------------------------- | ------------------------------------------------------------- |
| 2022  | Élizabeth Mantha                                              | Arbitre dans la LHJMQ                                         |
| 2022  | Marie-Pier Desharnais                                         | Alpiniste ayant atteint le sommet du K2                       |
| 2011  | Véronique Denys                                               | Alpiniste ayant atteint les sept sommets                      |
| 2005  | Shaunna Burke                                                 | Alpiniste ayant atteint le sommet de l'Everest                |
| 1992  | Manon Rhéaume                                                 | Joueuse de hockey sur glace dans la Ligue nationale de hockey |
| 1992  | Angela Cutrone Sylvie Daigle Nathalie Lambert Annie Perreault | Médaillées d'or aux Jeux olympiques d'hiver                   |
| 1991  | Josée Chouinard                                               | Médaillé d'or au championnat canadien de patinage artistique  |
| 1984  | Sylvie Bernier                                                | Médaillée d'or aux Jeux olympiques d'été                      |
| 1973  | Jocelyne Bourassa                                             | Vainqueure d'un tournoi de la LPGA                            |
| 1956  | Lucille Wheeler                                               | Médaillée aux Jeux olympiques d'hiver (bronze)                |
| 1932  | Hilda Strike                                                  | Médaillée aux Jeux olympiques d'été (argent)                  |